# Mora, Sollerö, Venjan och Särna tingslag
Mora, Sollerö, Venjan och Särna tingslag var ett tingslag i Dalarna i Kopparbergs län. 
Tingslaget bildade 1779 ur Mora, Vänjan och Särna tingslag och upplöstes 1843 då verksamheten överfördes till Älvdalen och Särna tingslag och Mora, Sollerö och Venjans tingslag. 
Tingslaget hörde till Östra domsaga.

## Socknar
Tingslaget omfattade följande socknar:  
- Mora socken
- Solleröns socken
- Venjans socken
- Våmhus socken
- Särna socken
- Idre socken